# 島山寺 (羽生市)
島山寺（とうさんじ）は、埼玉県羽生市にある曹洞宗の寺院。

## 歴史
文禄年間（1592年 - 1596年）、了山貫達によって開山された。了山貫達は現在の同県鴻巣市の宝持寺第8世住職である。そういう経緯から、当寺は宝持寺の末寺となっている。
当寺には、剣豪の岡田十松が父のために建立した墓碑がある。十松は神道無念流に入門し、後に自らの道場「撃剣館」を開設した。彼の門弟は三千人に及び、その中には藤田東湖や江川英龍など、剣客としてではなく、別分野で活躍し、歴史に名を残した人物もいる。

## 交通アクセス
- 路線バス堂裏停留所より徒歩21分。